# بناستر تارلتون
بناستر تارلتون (انگلیسی: Banastre Tarleton؛ ۲۱ اوت ۱۷۵۴ – ۱۵ ژانویهٔ ۱۸۳۳) فرد نظامی اهل پادشاهی متحد بریتانیای کبیر و ایرلند بود. وی همچنین برندهٔ جوایزی همچون نشان حمام شده‌است.